# Peckoltia compta
Peckoltia compta (лат.) — вид лучепёрых рыб из семейства кольчужных сомов, обитающий в Южной Америке.

## Описание
Максимальная длина 6,2 см. Голова большая, рыло немного вытянуто. Глаза умеренно большие с радужной оболочкой. Есть боковой гребень. Рот представляет собой присоску. Зубы щёткоподобные, на обеих челюстях имеют одинаковый размер. Туловище крепкое, удлинённое, покрыто костными пластинками. Спинной и грудной плавники имеют жёсткие лучи. Спинной плавник высокий, достаточно длинный. Жировой плавник небольшой. Грудные плавники широкие. Анальный плавник маленький, скошенный. У самца хвостовой стебель и хвостовой плавник покрыты волосками, а у самок — гладкие или волоски коротенькие. Хвостовой плавник широкий, с разветвлёнными лучами.
Окраска жёлтая с тёмными полосами от желтовато-коричневого до чёрно-коричневого цвета. Все плавники с тёмными полосами. С возрастом становится почти бежевого цвета с большим количеством узких полос.

## Образ жизни
Это донная рыба. Предпочитает умеренно-прозрачные водоёмы. Встречается на быстрых участках рек с каменистым дном. Днём прячется среди коряг и растений, активна ночью. Питается мелкими беспозвоночными и водорослями.

## Размножение
Половая зрелость наступает в возрасте 2,5 лет. Нерест происходит в пещерках.

## Распространение
Является эндемиком Бразилии, обитает в реках Рио-Пара, Тапажос.